# خطمينات
الخطمينات (الاسم العلمي: Trombiculoidea) هي فوق فصيلة من الحيوانات تتبع رتيبة أماميات الفوهة من رتبة خطميات الشكل.

## التصنيف
- الخطميات
  - الخطماوات
    - الخطماء